# Carmine Gori-Merosi
Carmine Gori-Merosi, italijanski rimskokatoliški diakon in kardinal, * 15. februar 1810, Subiaco, † 15. september 1886, Rim.

## Življenjepis
10. novembra 1884 je bil povzdignjen v kardinala in imenovan za kardinal-diakona S. Maria ad Martyres.